# Edilene Andrade
Edilene Aparecida Andrade (Ipatinga, 14 de marzo de 1971) es una deportista brasileña que compitió en judo. Ganó dos medallas en los Juegos Panamericanos en los años 1991 y 1995, y cuatro medallas en el Campeonato Panamericano de Judo entre los años 1990 y 1997.

## Palmarés internacional
| Juegos Panamericanos    | Juegos Panamericanos      | Juegos Panamericanos | Juegos Panamericanos |
| Año                     | Lugar                     | Medalla              | Categoría            |
| ----------------------- | ------------------------- | -------------------- | -------------------- |
| 1991                    | La Habana (Cuba)          | Medalla de bronce    | +72 kg               |
| 1995                    | Mar del Plata (Argentina) | Medalla de plata     | +72 kg               |
| Campeonato Panamericano |                           |                      |                      |
| Año                     | Lugar                     | Medalla              | Categoría            |
| 1990                    | Caracas (Venezuela)       | Medalla de bronce    | +72 kg               |
| 1992                    | Hamilton (Canadá)         | Medalla de bronce    | +72 kg               |
| 1994                    | Santiago de Chile (Chile) | Medalla de plata     | +72 kg               |
| 1997                    | Guadalajara (México)      | Medalla de bronce    | +72 kg               |